# بخش تاپالکو
بخش تاپالکو (به اسپانیایی: Partido de Tapalqué) یک منطقهٔ مسکونی در آرژانتین است که در استان بوئنوس آیرس واقع شده‌است. بخش تاپالکو ۴٬۱۴۹ کیلومتر مربع مساحت و ۸٬۲۹۶ نفر جمعیت دارد.